# On time, in full
 (mars 2023).
Si vous disposez d'ouvrages ou d'articles de référence ou si vous connaissez des sites web de qualité traitant du thème abordé ici, merci de compléter l'article en donnant les références utiles à sa vérifiabilité et en les liant à la section « Notes et références ».
Le terme « On Time In Full » (OTIF), également appelé « Delivered In Full On Time » (DIFOT), est un indicateur clef de performance d'une chaîne logistique. C'est la fréquence à laquelle le client reçoit ce qu'il désire et en temps voulu.
Certains le considèrent supérieur aux autres indicateurs, comme le « shipped-on-time » (SOT) ou le « on-time performance » (OTP), car il considère la livraison du point de vue du client.